# Tangia
La tangia, tanjia ou tanjia maarakchia, est un plat traditionnel de la cuisine marocaine,, originaire de la ville de Marrakech,, la tanjia est le plat emblématique de la ville. Ce plat est réputé pour être préparé par les hommes.
C'est un plat de viande accompagné de citrons confits et d'épices, cuit dans un pot de terre (appelé tangia) pendant quatre heures, dans les cendres du four à bois de quartier ou farane, souvent mitoyen du hammam traditionnel.

## Préparation
La tanjia est une affaire d’hommes, en effet, traditionnellement, elle est préparée par les marchands et commerçants des souks de Marrakech lors de la pause déjeuner. La tanjia a la réputation d’être savoureuse et d’être simple à réaliser, de ce fait, elle était initialement l'apanage des hommes célibataires, jusqu'à devenir aujourd'hui, un des symboles de la gastronomie de Marrakech.
Pour préparer une tanjia, il vous faut de la viande de bœuf, ou de l’agneau, généralement, au Maroc, il suffit de se rendre chez le boucher pour que celui-ci donne à son client tout ce qui est nécessaire pour préparer la tanjia (jarre, viandes et épices). Des morceaux comme le collier, le cou et la queue sont idéals car ils libèrent la graisse de la viande et permettent la formation d’une sauce riche et onctueuse. 
Pour l’assaisonnement, le cumin, le safran, l’ail, le beurre rance, l’huile d’olive et les citrons confits sont nécessaires. 
Une fois le tout incorporé, il est impératif de fermer la jarre, ainsi, la tanjia est recouverte d’un feuillet de parchemin, resserré à l’aide d’une fine corde, la tanjia est maintenant prête à passer à la cuisson.
Pour faire cuire la tanjia, les marrakechi (habitants de Marrakech), se rendent au hammam du coin, et le fernatchi (responsable du four en langage marocain) se charge de la faire cuire en la nichant dans la cendre chaude du four à charbon qui sert à chauffer l’eau des bains. 
La viande doit cuire une demie-journée, il est de rituel pour les habitants de prendre un bain au hammam en attendant que la tanjia soit prête, le rituel du hammam marocain prenant plusieurs heures, confère à la tanjia, le temps nécessaire pour cuire, ou, autre méthode, il est tout aussi possible de la déposer chez le fernatchi le soir même et de la récupérer au petit matin. 
La particularité de ce mets réside dans sa cuisson particulière qui prend des heures. La viande qui mijote longtemps se détache des os et devient fondante, la viande libère alors une sauce éclatante de saveurs, parfumée et onctueuse.